# Ermita de San Antonio Abad (La Alcudia)
La ermita de San Antonio Abad es un templo situado en las calles de Pintor Vergara y Ausias March, en el municipio de La Alcudia. Es Bien de Relevancia Local con identificador número 46.20.019-014.

## Historia
El templo fue inicialmente la capilla de un hospital fundado en el siglo XIV por Pere de Vilanova, señor de la villa.

## Descripción
El edificio se encuentra frente al ayuntamiento, en el núcleo urbano de la población. Es adyacente a dos edificios, uno de los cuales forma una esquina con la fachada y el otro está adosado al crucero.
La fachada es recta y está rematada por una espadaña que alberga una única campana. Sobre la espadaña hay una cruz de forja. La puerta es adintelada y sobre ella se encuentra un pequeño retablo con la imagen del titular, iluminado por un farolillo de hierro. Más arriba del retablo se encuentra una ventana rectangular.
La nave presenta una planta de cruz latina, cubierta por bóveda de cañón con arcos fajones y lunetos ciegos. La cúpula del crucero, también ciega, se adorna con lunetos y pechinas.
La cúpula está cubierta con un tejado de tejas azules, con nervios marcados de tejas blancas.